# Paulo Maluf

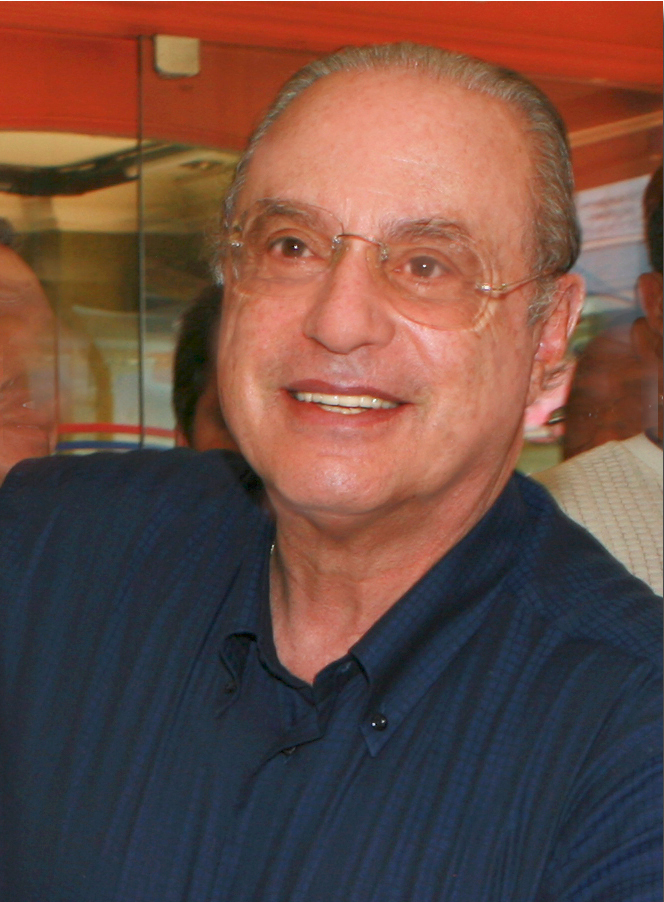
Paulo Maluf, 2006

Paulo Maluf, född Paulo Salim Maluf den 3 september 1931 i São Paulo, är en brasiliansk entreprenör, ingenjör och politiker. Han har vid två tillfällen varit borgmästare i São Paulo under åren 1969-1971 samt 1993-1997, och guvernör i delstaten São Paulo 1979-1982. Maluf tillhör sedan 2003 Framstegspartiet/De progressiva (PP), en efterträdare till den Nationella Förnyelsealliansen (ARENA), som var regeringspartiet under militärdiktaturen i Brasilien, där han också var medlem. Efter diktaturen har han tillhört Förnyelsealliansens efterträdare Demokratiska sociala partiet (PDS), Progressiva Förnyelsepartiet (PPR) och Brasilianska framstegspartiet (PPB).
1985 kandiderade Paulo Maluf i det indirekta presidentvalet som markerade slutet på militärdiktaturen i Brasilien, och förlorade mot oppositionskandidaten Tancredo Neves, som blev sjuk och avled innan han tillträdde. 
Efter presidentvalförlusten kandiderade Maluf 1986 till guvernör i delstaten São Paulo, men slutade på en tredjeplats. 1988 kandiderade han till borgmästare i staden São Paulo, men slutade på en andraplats och förlorade mot vänstersocialisten Luiza Erundina. Det var första gången Arbetarpartiet vann ett borgmästarval i Brasiliens största stad. I följande års presidentval (det första direkta presidentvalet i Brasilien sedan 1960) ställde Paulo Maluf upp igen, men slutade på en femteplats, med mindre än 10 % av rösterna. 
I delstatsvalet 1990 kandiderade Maluf återigen till guvernör i São Paulo. Det blev en förstaplats för honom, men eftersom ingen av kandidaterna fick mer än 50 % av rösterna blev det en andra valomgång, då han förlorade mot centerkandidaten Luiz Antônio Fleury Filho med en knapp marginal.
Efter fem raka valförluster ställde Paulo Maluf upp som oppositionskandidat i borgmästarvalet 1992. Han fick 48,85% av rösterna och gick därmed till en andra valomgång mot arbetarpartisten Eduardo Suplicy, då Maluf vann med nästan 60%. Malufs andra mandatperiod som borgmästare blev väldigt populär och det blev en valseger för hans borgmästarkandidat Celso Pitta i valet 1996, men både Maluf- och Pitta-regeringarna markerades av korruptionsskandaler, vilket gjorde att deras popularitet backade i slutet av 1990-talet.
1998 kandiderade Maluf igen till guvernör, och han slutade etta i den första valomgången; han förlorade dock mot den sittande guvernören Mário Covas i den andra valomgången.
2000 ställde Maluf upp som borgmästarkandidat i São Paulo. Han gick med en knapp marginal som tvåa till den andra valomgången (han fick 17,40% av rösterna, mot 17,26% för trean Geraldo Alckmin). I den andra valomgången förlorade han mot Marta Suplicy, som då var gift med hans motkandidat i valet 1992, senatorn Eduardo Suplicy.
Sedan blev det tre raka valförluster för Paulo Maluf: 2002 i delstatsvalet (han kom på tredje plats med 21,37% av rösterna), 2004 och 2008 i borgmästarvalet (trea med 11,91%, respektiv fyra med 5,91%). 2010 blev han invald i riksdagens andra kammare; Maluf blev omvald 2014. 
2017 dömdes Paulo Maluf i Högsta domstolen för penningtvätt och året därpå förlorade han sitt mandat i riksdagen.
I mars 2010 utfärdade Interpol en "red notice"-arresteringsorder för Paulo Maluf.